# Christiane Cantauw
Christiane Cantauw (zeitweilig auch Christiane Cantauw-Groschek; * 1964) ist eine deutsche Volkskundlerin.

## Leben und Wirken
Christiane Cantauw studierte Neuere Geschichte, Volkskunde und Ethnologie an der Westfälischen Wilhelms-Universität Münster. 1988 schloss sie als Magistra Artium (M.A.) ab. 1989 war sie wissenschaftliche Volontärin und konzipierte mit Dietmar Sauermann die Ausstellung „Fremdenverkehr im Sauerland“. Ab 1990 war sie wissenschaftliche Referentin bei der Volkskundlichen Kommission für Westfalen (ab 2020 Kommission Alltagskulturforschung für Westfalen) im Landschaftsverband Westfalen-Lippe, wo sie vor allem für den Archivbereich zuständig war. Ab 1997 war sie verantwortlich für ein Projekt zur Digitalisierung des Bildarchivs, das von der Volkswagenstiftung gefördert wurde. Von 2006 bis 2012 wurde das digitale Archiv mit Förderung durch die Deutsche Forschungsgemeinschaft unter ihrer Leitung weiter ausgebaut. 1995 bis 2006 war Christiane Cantauw Sprecherin der damaligen Kommission Tourismusforschung der Deutschen Gesellschaft für Volkskunde. Seit 2005 ist sie Geschäftsführerin und wissenschaftliche Referentin der Volkskundlichen Kommission für Westfalen/Kommission Alltagskulturforschung für Westfalen.
Zu ihren Arbeitsschwerpunkten gehören die Brauchforschung, die Fotografieforschung, die Erzählforschung und die Tourismusforschung. In der Brauchforschung befasst sie sich unter anderem mit Bräuchen um Sterben und Tod, mit Osterbräuchen, mit Hochzeitsbräuchen und mit Volksbräuchen wie Halloween. Weitere spezielle Themen sind das Küssen und die Säuglingsfürsorge und deren Geschichte.

## Schriften
- mit Volker Jakob, Stephan Sagurna: Zeitenwende. Kettler, Bönen 2012, ISBN 978-3-86206-202-7.
- mit Evelyn Hammes: Mehr als Gärtnern. Gemeinschaftsgärten in Westfalen. Waxmann, Münster 2016, ISBN 978-3-8309-3412-7.
- mit Anne Caplan, Elisabeth Timm: Housing the family. Locating the single-family home in Germany. Jovis, Berlin 2019, ISBN 978-3-86859-543-7.

Herausgeberschaft
- mit Ulrich Tenschert: Kinderalltag in Stadt und Land 1800–1945 (= Damals bei uns in Westfalen. Band 7). Archiv für Westfälische Volkskunde, Münster 1992, ISBN 3-922828-50-7.
- Arbeit, Freizeit, Reisen. Waxmann, Münster 1995, ISBN 3-89325-302-5.
- mit Hasso Spode, Irene Ziehe: Gebuchte Gefühle. Tourismus zwischen Verortung und Entgrenzung. Profil, München 2005, ISBN 978-3-89019-556-8.
- mit Johannes Loy: Schneechaos im Münsterland in Bildern und Berichten. Aschendorff, Münster 2007, ISBN 978-3-402-12735-3.
- mit Johannes Loy: Mein Weihnachten. 2 Bände. Aschendorff, Münster. Band 1: 2010, ISBN 978-3-402-12819-0. Band 2: 2011, ISBN 978-3-402-12880-0. 2. Auflage 2008.
- Mit Wasserpistole und Ballkleid. Ardey, Münster 2011, ISBN 978-3-87023-267-2.
- mit Andreas Hartmann, Peter Höher, Uwe Meiners, Silke Meyer: Die Macht der Dinge. Symbolische Kommunikation und kulturelles Handeln. Festschrift für Ruth-E. Mohrmann. Waxmann, Münster 2011, ISBN 978-3-8309-2470-8.
- Von Häusern und Menschen. Berichte und Reportagen vom Bauen und Wohnen in den 1950er Jahren bis heute. Waxmann, Münster 2017, ISBN 978-3-8309-3686-2.
- mit Michael Kamp, Elisabeth Timm: Figurationen des Laien zwischen Forschung, Leidenschaft und politischer Mobilisierung. Museen, Archive und Erinnerungskultur in Fallstudien und Berichten. Waxmann, Münster 2017, ISBN 978-3-8309-3667-1.

Artikel
- Die Fürsorge für Mutter und Kind. Die „Kampagne zur Bekämpfung der Säuglingssterblichkeit“. In: Hermann Heidrich (Hrsg.): Frauenwelten. Arbeit, Leben, Politik und Perspektiven auf dem Land. Fränkisches Freilandmuseum, Bad Windsheim 1999, ISBN 978-3-926834-41-6, S. 219–228.
- Tupperdose mit Heimaterde. Die Dingwelt in Reiseimaginationen. In: Johannes Moser, Daniella Seidl (Hrsg.): Dinge auf Reisen. Materielle Kultur und Tourismus. Waxmann, Münster 2009, ISBN 978-3-8309-7203-7, S. 69–81, OCLC 730134227 (eingeschränkte Vorschau in der Google-Buchsuche).
- Die Volkskundliche Kommission für Westfalen. In: Heimatpflege in Westfalen. 26, 1, 2013, S. 10–13 (online).